# Edward Meeks

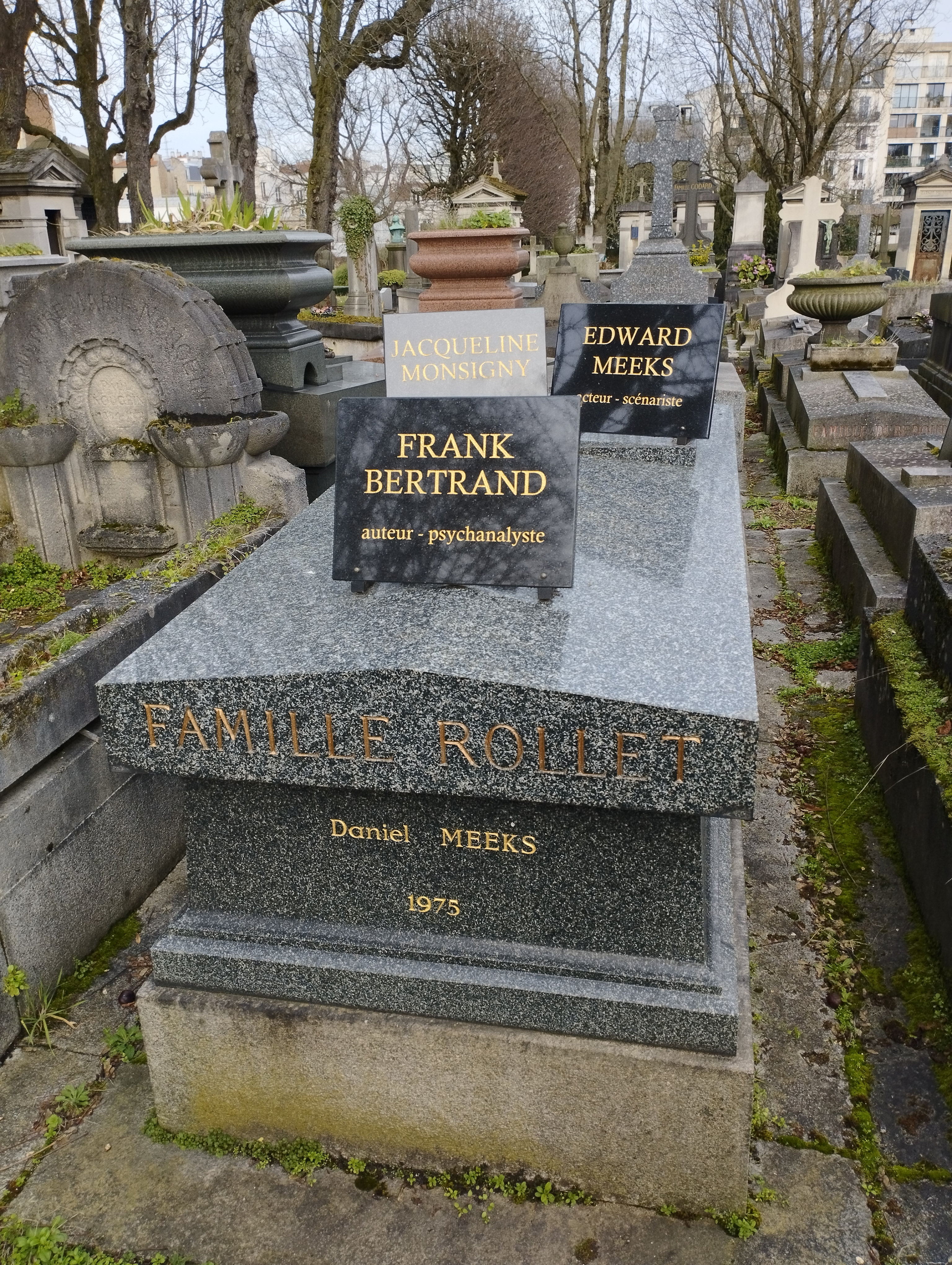
Das Grab von Edward Meeks auf dem Friedhof Père-Lachaise

Edward Meeks (* 27. September 1931 oder 1934 in Jonesboro, Arkansas; † 2. Juli 2022 in Issy-les-Moulineaux) war ein US-amerikanischer Schauspieler mit Filmkarriere in Frankreich.

## Leben
Der US-Amerikaner Meeks wirkte in über 50 Kino- und Fernsehproduktionen mit, die fast immer in Europa und zum großen Teil in Frankreich entstanden. Üblicherweise spielte er dabei amerikanische Charaktere, oft Angehörige des Militärs – in dem Film Wo de 1919 verkörperte er 1999 den US-Präsidenten Woodrow Wilson. Er war unter anderem in dem deutschen Film Verspätung in Marienborn (1963), in Kommissar Maigret sieht rot! (Maigret voit rouge, 1963) neben Jean Gabin und in Der Clan der Sizilianer (Le clan des Siciliens, 1969) an der Seite von Gabin und Alain Delon zu sehen.
Dem deutschsprachigen Fernsehpublikum wurde er durch die französische Fernsehserie Die Globetrotter (Les Globe-Trotters) bekannt, in der er und Yves Rénier ein Paar von Weltenbummlern spielten. Er steigerte seinen Bekanntheitsgrad in Deutschland durch die Rolle des Schriftstellers Humphrey van Weyden in der Verfilmung des Romans Der Seewolf von Jack London aus dem Jahr 1971. Meeks war der letzte Filmpartner von Fürstin Gracia Patricia in dem 27-minütigen Fernsehfilm Rearranged (1982), der wegen ihres Todes jedoch nicht fertiggestellt wurde. Auch der unfertige Film bleibt der Öffentlichkeit bis heute unzugänglich.
Seit Mitte der 1990er-Jahre waren seine Filmauftritte nur noch spärlicher Natur. Zuletzt spielte er 2016 in der Serie Origines; im Jahr 2020 feierte noch der Film Grizzly II: Revenge seine Premiere, der aber bereits 1983 abgedreht worden war. Meeks war bis zu ihrem Tod mit der französischen Schriftstellerin und Schauspielerin Jacqueline Monsigny (1931–2017) verheiratet.

## Filmografie (Auswahl)
- 1962: Der längste Tag (The Longest Day)
- 1963: Nacht der Erfüllung (Le jour et l'heure)
- 1963: Verspätung in Marienborn
- 1963: Kommissar Maigret sieht rot! (Maigret voit rouge)
- 1964: Monocle blickt voll durch (Le monocle rit jaune)
- 1965: Rendezvous der Killer (Pleins feux sur Stanislas)
- 1966: Liebe zu dritt (Galia)
- 1966: Finale in Berlin (Funeral in Berlin)
- 1966–1969: Die Globetrotter (Les globe-trotters; Fernsehserie, 39 Folgen)
- 1969: Der Clan der Sizilianer (Le clan des Siciliens)
- 1970: Alles tanzt nach meiner Pfeife (L’Homme Orchestre)
- 1970: Patton – Rebell in Uniform (Patton)
- 1971: Der Seewolf (als Fernseh-Miniserie und Kinofilm veröffentlicht)
- 1972: Blaubart (Barbe bleu)
- 1974: Das Blaue Palais (Fernsehserie, Teil 3: Das Medium)
- 1976: Mit Rose und Revolver (Les Brigades du Tigre; Fernsehserie, Folge Don de Scotland Yard)
- 1979: Grandison
- 1985: Unter Wölfen (Les loups entre eux)
- 1985: Blick in den Spiegel (Le regard dans le miroir, Fernseh-Miniserie)
- 1988: Red End (Honor Bound)
- 1989: Trau keinem Schurken (Try this One for Size)
- 1989: Kommissar Navarro (Navarro, Fernsehserie, 1 Folge)
- 1994: Pushing the Limits – Den Tod vor Augen (Pushing the Limits)
- 1995: Associations de bienfaiteurs (Fernseh-Miniserie, 6 Folgen)
- 1999: Wo de 1919
- 2005/2007: Carla Rubens (Fernsehserie, 2 Folgen)
- 2016: Origines (Fernsehserie, 1 Folge)
- 2020: Grizzly II: Revenge (Grizzly II: The Predator)